# Lukas-Passion (Penderecki)

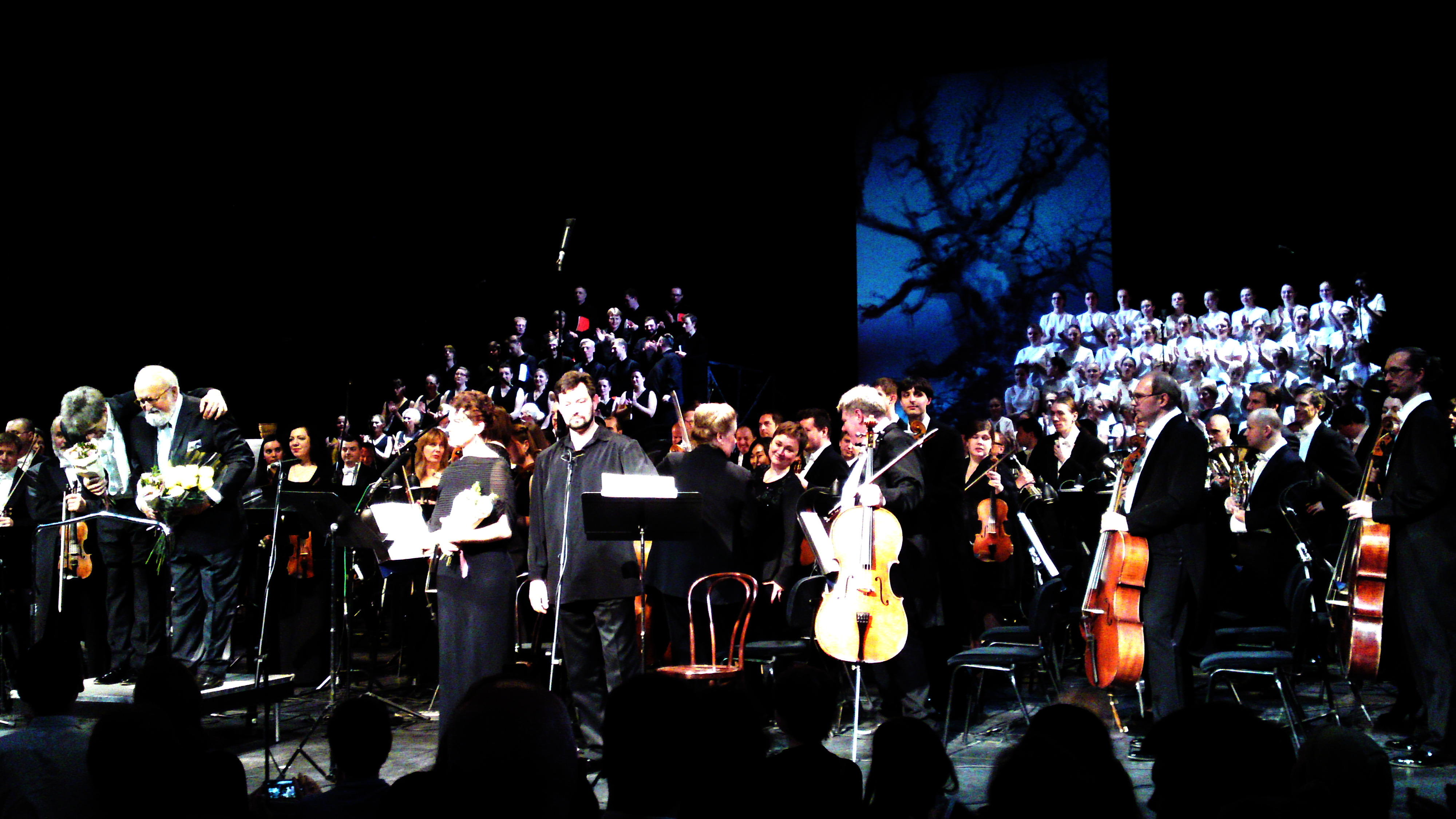
Lukas-Passion. Neue Oper (Moskau) (2016).

Die Lukas-Passion des polnischen Komponisten Krzysztof Penderecki unter dem ausführlicheren Titel Passio et mors Domini nostri Iesu Christi secundum Lucam (Leiden und Tod unseres Herrn Jesus Christus nach Lukas) ist ein Oratorium in lateinischer Sprache, das als Auftragswerk des Westdeutschen Rundfunks entstand. Die Uraufführung fand am 30. März 1966 im St.-Paulus-Dom zu Münster unter der Leitung von Henryk Czyż statt. Trotz der avantgardistischen Klänge war die Lukas-Passion wegen ihrer Ausdrucksstärke sofort ein Erfolg. Sie gilt als ein Schlüsselwerk der Neuen Musik.

## Entstehung
Penderecki war bereits durch einige experimentelle avantgardistische Werke wie Anaklasis (1960) und Threnos (Klagegesang für die Opfer von Hiroshima, 1961) in Westeuropa unter den Experten für Neue Musik bekannt geworden. 1962 komponierte er zur Überraschung vieler ein Stabat mater für drei gemischte Chöre a cappella, mit dem er sich als gläubiger Katholik und Verehrer der leidenden Madonna offenbarte. Nach den experimentellen Kompositionen der Vorjahre legte er damit ein bewusst einfach gestaltetes, aber dennoch komplexes Werk auf Zwölftonbasis vor, in dem er mit Tonclustern, gesprochenem Wort vom „Flüstern bis zum ekstatischen Schrei“ Polyphonie und Homophonie arbeitete. Als bekannt geworden war, dass Penderecki ein größeres Werk plante, erhielt er einen Kompositionsauftrag vom Westdeutschen Rundfunk. Die Lukas-Passion entstand in den Jahren 1963–1966, wobei Penderecki sein Stabat Mater unverändert in die Passion aufnahm. Die lateinischen Texte, die der Komposition zugrunde liegen, hatte er selbst zusammengestellt.

## Stil
Die Lukas-Passion ist ein groß angelegtes Oratorium mit drei Gesangssolisten (Sopran, Alt und Bass), einem Sprecher, Knabenchor, drei gemischten Chören und großem Orchester, sowie einer Orgel. Der Text basiert auf dem Evangelium nach Lukas in der Überlieferung der Vulgata, ergänzt durch Auszüge aus dem Johannesevangelium. Wie in Johann Sebastian Bachs Johannespassion und Matthäuspassion übernimmt der Evangelist die Rolle des Erzählers, allerdings nicht als Sänger, sondern als Sprecher. Die Worte Jesu und der handelnden Personen dagegen werden vom Sopran, Bariton, Bass oder den Chören vorgetragen. Auch sonst folgt Penderecki der Tradition Bachs, wenn in den Evangelientext Auszüge aus den Psalmen, den Klagen des Jeremia, liturgische Texte der Karwoche und lateinische Hymnen wie das Stabat mater aufnimmt, die in Form von solistischen Arien oder vom Chor vorgetragen werden.
Penderecki verwendet in der Passion fast sämtliche modernen Ausdrucksmittel, wie Klangflächen, Klangfarben und Klangbänder mit Clustern, Aleatorik, Glissandi und Vierteltöne.
Trotzdem liegt dem Werk eine Zwölftonreihe zugrunde, die mit den Tönen H, B, A und C schließt. Damit greift Penderecki mit „geringfügiger Umstellung das traditionsträchtige b-a-c-h-Motiv“ auf. Diese Reihe tritt in verschiedenen Varianten auf. Nach Jakobik klingt sie zu Beginn des Werkes in der abgemilderten Form „wie ein (tonal erweitertes) d-moll“. In dieser abgemilderten Form kommen auch Ausschnitte in „der Art des gregorianischen Chorals“ vor. Daneben verdichtet sich die Reihe in einem „Sich-Zusammenschieben der Töne zu einem Akkord“ in Form von Cluster-Bildungen und scharfen Dissonanzen.

## Aufbau
Das Werk besteht aus zwei Teilen, und die Aufführungszeit beträgt etwa 70 Minuten.
Die Anmerkungen zu den einzelnen Teilen basieren im Wesentlichen auf Albert Jakobiks Analyse.

### Teil I
- 1. Hymnus O crux ave (Knabenchor und gemischte Chöre)

In diesem Einleitungsteil entwickeln sich aus einer von Zentraltönen gestützten Melodik Cluster bis hin zu bloßen Geräuschen. Die Zwölftonreihe endet in Glissandi.
- 2. Jesus am Ölberg (Evangelist und Jesus)
- 3. Arie Deus meus (Bariton, Chöre, Knabenchor)
- 4. Arie Domine quis habitabit (Sopran)
- 5. Gefangennahme (Evangelist, Jesus, Chöre)
- 6. Klagegesang Jerusalem, Jerusalem convertere (Chöre)
- 7. Psalm Ut quid, Domine (Chöre a cappella)
- 8. Verleugnung durch Petrus (Evangelist, Sopran, Bass, Chöre)
- 9. Arie Judica me, Deus (Bass)
- 10. Verspottung vor dem Hohenpriester (Evangelist, Jesus, Chöre)
- 11. Klagegesang Jerusalem, Jerusalem convertere (Sopran)
- 12. Psalm Miserere mei, Deus (Knabenchor, Chöre a cappella)
- 13. Jesus vor Pilatus (Evangelist, Bass, Jesus, Chöre)

### Teil II
- 14. Psalm Et in pulverem mortis (Chöre)
- 15. Kreuzweg (Evangelist)
- 16. Passacaglia Popule meus, quid feci tibi? (Aus den Improperien des Messbuches, Knabenchor, Chöre)
- 17. Kreuzigung (Evangelist)
- 18. Arie Crux fidelis (Sopran und Chöre)

Diese Arie ist im Gegensatz zu den vorausgegangenen Klangexzessen fast traditionalistisch und tonal gebunden, wobei immer wieder die Tonarten C-dur und c-moll durchschimmern
- 19. Kleiderverteilung (Evangelist, Jesus, Chöre)
- 20. Psalm In pulverem mortis (Chöre a cappella)
- 21. Verhöhnung Christi am Kreuz (Evangelist, Chöre)
- 22. Jesus zwischen den Verbrechern (Evangelist, Jesus, Bass, Knabenchor, Chöre)
- 23. Unter dem Kreuze (Evangelist, Jesus)
- 24. Stabat Mater (Chöre a cappella)

Dieses bereits 1962 entstandene Werk wird hier unverändert in einen größeren Zusammenhang gestellt.
- 25. Tod Christi (Evangelist, Jesus, Knabenchor)
- 26. Instrumentales Zwischenspiel

Zitate aus der Arie Nr. 18, nur von den Streichern und Pauken gespielt
- 27 Finale, Psalm In te domine speravi (Sopran, Bariton, Bass, Chöre, Knabenchor)

Im ersten Abschnitt dieses hoffnungsvollen Schlusses „Auf dich o Gott vertraue ich“ werden zunächst sämtliche musikalischen Motive des Werkes aufgegriffen, wobei die Solisten im Terzett singen. Der Psalmentext basiert wieder auf der Reihe b-a-c-h und endet „wie Nr. 24 in strahlendem Dur“.

## Auszeichnungen
Im Juni 1966 erhielt Penderecki für dieses Werk den großen Kunstpreis (Musik) von Nordrhein-Westfalen.

## Diskographie
- Stefania Woytowicz (Sopran), Andrzej Hiolski (Bariton), Bernard Ładysz (Bass), Rudolf Jürgen Bartsch (Sprecher), Tölzer Knabenchor, Kölner Rundfunkchor und Kölner Rundfunk-Sinfonie-Orchester, Dirigent Henryk Czyż,[4] Harmonia Mundi, EMI, 1967 (Uraufführungsbesetzung, Einspielung am 1. und 2. April 1966, zwei Tage nach der Uraufführung, in der Mercatorhalle Duisburg)
- Knabenchor, gemischter Chor und Orchester der Krakauer Philharmonie, Solisten: Stefania Woytowicz, Andrzej Hiolski, Bernard Ladysz, Dirigent: Henryk Czyż; Philips 1967

Neuere Aufnahmen
- Nationaler Philharmonischer Chor Warschau, Polnisches Radiosinfonieorchester unter Krzysztof Penderecki, argo 1989
- WDR- und NDR-Chor, Orchester der Beethovenhalle Bonn, Dirigent: Marc Soustrot, MDG 1999
- Warschauer Chor und Philharmoniker, Dirigent: Antoni Wit, Naxos 2002